# اوون دیویس
اوون گولد دیویس سینیور (انگلیسی: Owen Gould Davis, Sr.؛ ‏ ۲۹ ژانویهٔ ۱۸۷۴ – ۱۴ اکتبر ۱۹۵۶) یک پدیدآور اهل ایالات متحده آمریکا بود.
از فیلم‌ها یا مجموعه‌های تلویزیونی که وی در آن‌ها نقش داشته است، می‌توان به بزن‌بکوب! و نه و چهل و پنج دقیقه اشاره نمود.